# AC Mark VI
AC Mark VI – model AC Cars produkowany od stycznia 2010 roku.

## Opis
Po raz pierwszy ma seryjnie montowany dach typu hardtop, dzięki któremu ten muscle car może jeździć przy każdej pogodzie. Mark VI jest również oferowany w wersji roadster, ponieważ skrzydła dachu są zdejmowane i stanowią tylko uzupełnienie oferowanego nadal dachu typu softtop.